# Ascochyta caulina
Ascochyta caulina är en svampart som först beskrevs av Petter Adolf Karsten, och fick sitt nu gällande namn av Aa & Kesteren 1979. Ascochyta caulina ingår i släktet Ascochyta, ordningen Pleosporales, klassen Dothideomycetes, divisionen sporsäcksvampar och riket svampar.   Inga underarter finns listade i Catalogue of Life.